# Det nationale kompetenceråd
Kompetencerådet er et privat organ, hvis medlemmer stammer fra offentlige og private virksomheder og organisationer. Kompetencerådet blev nedsat af Huset Mandag Morgens Strategiske Forum i 1998 med det formål at projektere Det nationale kompetenceregnskab, det første af sin slags.
Kompetencerådet har lanceret en kompetencetænkning, der søger at bygge bro mellem virksomhedsøkonomiens og humanitetens principper. Der er ingen modsætninger herimellem er rådets kongstanke. Rådets ideologi trækker på f.eks. renæssancens virtu-begreb, den unge Marx’ menneskeopfattelse, Abraham Maslow og udviklingspsykologien foruden mange af New Age-bevægelsens indsigter.
Kompetencerådet har ikke mødt megen kritik endsige debat til trods for deres store berøringsflade og indflydelse i offentlige og private sammenhænge. Det er imidlertid berettiget[kilde mangler] at rejse en række alternative perspektiver på Kompetencerådets kompetencefilosofi, der søger at ophæve en lang række grænsedragninger og modsætninger. Det drejer sig især om grænserne mellem offentlig og privat samt arbejde og fritid. 

## Kompetencerådets Kompetenceregnskab
Kompetencerapporterne træder frem som en nationalpolitisk velfærdsstrategi til at sikre Danmark en global førerstilling. Rådet ønsker at vække de slumrende kræfter til live hos alle danskere. Mennesket besidder angiveligt uanede iboende potentialer som også de spiritistiske bevægelser og sekter ser det. Velfærd bliver til åndsvelfærd, som bliver udbetalt, når medarbejderen bruger og derved udvikler sine kompetencer gennem arbejde. Samtidig bliver et traditionelt overenskomstspørgsmål som arbejdstidsregulering skubbet i baggrunden.
Kompetenceregnskabet blev lanceret som et videnssamfundets supplement til de økonomiske nøgletal. Der er tale om en ny måde at opgøre Danmarks angivelige vidensøkonomiske status og fremtidige vidensøkonomiske potentiale. Det er Kompetencerådets opfattelse, at videnssamfundet er kendetegnet ved en hidtil uset innovations- og forandringskraft, der gør spådomme om fremtidige potentialer helt afgørende. Foruden dogmet om et videnssamfund i konstant forandring og det helt centrale kompetencebegreb, så præger begreber som ’det hele menneske’ og ’kompetencemiljø’ rapporterne.

## Nøglebegreber
Kompetencer bygger bro over den gamle sondring mellem teori og praksis, viden og brug. Hos Kompetencerådet er kompetencer per definition nyttige og kan være knyttet til såvel mennesker som organisationer og nationer.
Det hele menneske gør brug af sit samlede potentiale og befinder sig i livslang og vedvarende kompetenceudvikling.
Kompetencemiljøet er en betegnelse for det nationale kompetenceberedskab, der erstatter velfærdssamfundet og arbejdsmarkedet.
Alle tre konstellationer overskrider grænserne mellem arbejde og fritid samt offentlig og privat. Det er grænser, der ofte virker til at beskytte borgernes private og selvtilrettelagte liv. Dette liv bliver i denne filosofi genstand for politisk-økonomisk indblanding fra virksomheder, interesseorganisationer, offentlig-private institutioner samt offentlige myndigheder.

## Perspektiver
Det nationale kompetenceregnskab blev i 2002 videregivet til Undervisningsministeriet. Herefter begyndte rådet projektet ’Kompetencemiljøer i verdensklasse 2002-2003’, der som udviklingspsykologen Abraham Maslow fokuserede på og søgte at lære af succeshistorier. I lighed med medlemmerne af Det økonomiske råd blev medlemmerne af Kompetencerådets såkaldte vismandskollegie tildelt titlen vismænd. Kompetencerådets første overvismand var direktør Lars Kolind. 
Der har ikke været den store offentlige opmærksomhed om Kompetencerådet til trods for de potentielle vidtrækkende konsekvenser af kompetenceideologien. Det følgende er en skitsering af perspektiver på og potentielle problemer ved Kompetencerådets ideer.
Børn og kompetencestyring: Pædagogikken har overtaget kompetencebegrebet uden at distancere sig fra det økonomiske fundament for Kompetencerådets begreb. Daginstitutionerne har således per 1. januar 2005 med Lov om læreplaner fået lovfæstet socialministerens ret til at udforme en bekendtgørelse, der udstikker rammerne for kompetenceudviklingen af børn ned til halvårsalderen. Det drejer sig om samtlige offentligt støttede daginstitutioner.
Udviklingstvang: Kompetenceideologien er blevet kritiseret for udviklingstvang. Rådet er fortaler for et menneskesyn hvor det særligt menneskelige giver sig til udtryk som trang til selvudvikling. Man bliver altså først menneske idet man bestandigt udvikler sig ved at praktisere livslang kompetenceudvikling. Udviklingstvangen giver sig dog også til udtryk i Kompetencerådets definition af Danmarks kernekompetencer – de angiver, hvad man som dansker bør stræbe efter og markerer en trang til at topregulere den sociale og kulturelle virkelighed.
Ledelsesretten: Kompetenceideologien er blevet udråbt til en ny humanisme og også til en ny marxisme, fordi medarbejderne nu får muligheden for at tage magten over produktionsmidlerne ved simpelthen at tage magten over sig selv. Virksomhederne bevarer imidlertid ledelsesretten. Der kan være grund til at spørge, hvor stridsøksen ligger begravet, hvis medarbejderen indgår i en alliance med virksomhedsledelsen om selvudvikling på virksomhedens præmisser. Måske de hidtidige konfliktpotentialer på arbejdsmarkedet simpelthen er forsvundet.
Fremmedgørelse: I relation hertil kan man støve fremmedgørelsesbegrebet hos Marx af og spørge til det hele menneskes karakter. Kompetencerådet benytter den renæssancehumanistiske og senere marxistiske figur 'Det hele menneske’. Det er altafgørende for denne figurs tidligere udtryk, at mennesket har værdighed i sig selv. Så snart mennesket bliver instrument for andre formål bliver det fremmedgjort og mister sin værdighed. I kompetenceideologien er det de økonomisk virksomme kompetencer, vi har brug for og det hele menneske mister retten til sin værdighed og til at hvile i sig selv.

## Pause
På rådets hjemmeside Arkiveret 28. marts 2018 hos  Wayback Machine står der i maj 2010:  Kompetencerådet holder pause i øjeblikket.

## Kompetencerådslitteratur
- Kompetencerådet. 1998. ”Kompetencerådets rapport 1998”. Huset Mandag Morgen: København.
- Kompetencerådet. 1999. ”Kompetencerådets rapport 1999”. Huset Mandag Morgen: København.
- Kompetencerådet. 2000. ”Kompetencerådets rapport 2000”. Huset Mandag Morgen: København.
- Kompetencerådet. 2001. ”Kompetencemiljøer. Vidensamfundets virksomhedsmodel”. Huset Mandag Morgen: København.
- Kompetencerådet. 2002. ”Den motiverede medarbejder”. Mandag Morgen: København.
- Kompetencerådet. 2003. ”Det uforløste potentiale”. Mandag Morgen: København.